# Johan De Muynck
Johan De Muynck, född den 30 maj 1948 i Sleidinge, är en belgisk tidigare landsvägscyklist som var professionell från 1971 till 1983. Hans största framgång kom 1978, då han (efter att ha blivit tvåa 1976) vann Giro d'Italia totalt (och var sedan i 44 år den senaste belgier som vunnit en Grand Tour – fram till 2022 då Remco Evenepoel vann Vuelta a España – och han är ännu 2025 den senaste belgiern att vinna Girot). Bland meriterna återfinns också totalsegern i Tour de Romandie 1976 (före Roger De Vlaeminck på andra plats och Eddy Merckx på tredje). Därtill kan två etappsegrar i Giro d'Italia och vinsten i Brabantse Pijl 1973 nämnas. De Muynck placerade sig också top-10 i både Tour de France (4:a 1980, 7:a 1981) och Vuelta a España (7:a 1980).
2018 utsåg hemorten Waarschoot De Muynck till hedersmedborgare.

## Meriter
| 1971 3:a i Scheldeprijs 8:a i Herinneringsprijs Dokter Tistaert – Prijs Groot-Zottegem 10:a i GP Flandria 10:a i Omloop van de Westkust 1972 3:a i Leeuwse Pijl 5:a totalt i Tour de Luxembourg 5:a i Omloop van de Westkust 7:a i Elfstedenronde 9:a i Omloop van Oost-Vlaanderen 10:a i E3 Harelbeke 1973 Vinnare av Brabantse Pijl 1974 3:a i linjelopp vid Belgiska mästerskapen 9:a i GP Forli 10:a i GP de Denain 1975 Vinnare av etapp 5a i Belgien runt 2:a i Omloop Schelde-Durme 7:a i Omloop van het Zuidwesten 10:a i Milano–Torino 10:a i Brabantse Pijl 1976 Vinnare totalt av Tour de Romandie Vinnare av etapperna 2, 4 och 5b (ITT) 2:a totalt i Giro d'Italia Vinnare av etapp 6 4:a i Giro dell'Emilia 6:a i Giro dell'Appennino 7:a i Trofeo Matteotti 9:a i Trofeo Baracchi med Osvaldo Bettoni 1977 2:a i Paris–Tours 2:a totalt i Volta a Catalunya Vinnare av etapp 5 2:a totalt i A Travers Lausanne 3:a i Tour du Haut Var 4:a i Giro dell'Emilia 5:a totalt i Tour de Romandie 8:a totalt i Tour de Suisse 8:a i Giro di Lombardia 8:a i Giro del Veneto 8:a totalt i Giro di Puglia 8:a i linjelopp vid Belgiska mästerskapen | 1978 Vinnare totalt av Giro d'Italia Vinnare av etapp 2 2:a totalt i A Travers Lausanne 3:a totalt i Tour de Romandie 6:a totalt i Giro di Puglia 7:a totalt i GP du Midi-Libre Vinnare av etapp 4 8:a i Coppa Sabatini 8:a i Giro del Veneto 8:a i Giro del Lazio 9:a totalt i Tirreno–Adriatico 9:a i Giro di Lombardia 10:a i Giro dell'Emilia 10:a i Trofeo Laigueglia 1979 5:a i Milano–Torino 6:a i GP Industria 1980 3:a i Leeuwse Pijl 4:a totalt i Tour de France 7:a totalt i Vuelta a España 8:a i Druivenkoers Overijse 8:a i GP Eddy Merckx (ITT) 10:a i Tour du Haut Var 1981 Vinnare av Subida a Arrate 2:a i Prueba Villafranca de Ordizia 7:a totalt i Tour de France 8:a totalt i Tour de Romandie 9:a i Giro di Lombardia 9:a i GP du Tournaisis 1983 4:a i Circuit des Frontières 9:a i GP de Denain |